# Moragne
Moragne – miejscowość i gmina we Francji, w regionie Nowa Akwitania, w departamencie Charente-Maritime.
Według danych na rok 1990 gminę zamieszkiwały 394 osoby, a gęstość zaludnienia wynosiła 33 osób/km² (wśród 1467 gmin regionu Poitou-Charentes Moragne plasuje się na 633. miejscu pod względem liczby ludności, natomiast pod względem powierzchni na miejscu 732.).